# VIII Dwór
VIII Dwór – przy ulicy Polanki 57 i 58 w dzisiejszej dzielnicy Gdańska, Oliwie - powstał, jak wszystkie inne dwory wzdłuż tego traktu, w pierwszej połowie XVII wieku. Zespół dworski uległ likwidacji prawdopodobnie na początku XIX wieku.
Do końca II wojny światowej na obszarze posesji znajdowała się gospoda "Pod Białym Jagnięciem" (Weißes Lamm), w budynku pochodzącym z połowy XIX wieku. Około 1925 kamienica przeszła renowację i dobudowano wówczas z tyłu szklaną werandę. W tym okresie gospoda była jednym z głównych hoteli i miejsc noclegowych w Oliwie.
W sąsiedztwie posesji, gdzie istniał dwór, znajdują się obecnie Zarząd Parków Krajobrazowych województwa pomorskiego i dom byłego prezydenta R.P. Lecha Wałęsy.